# Jabeke

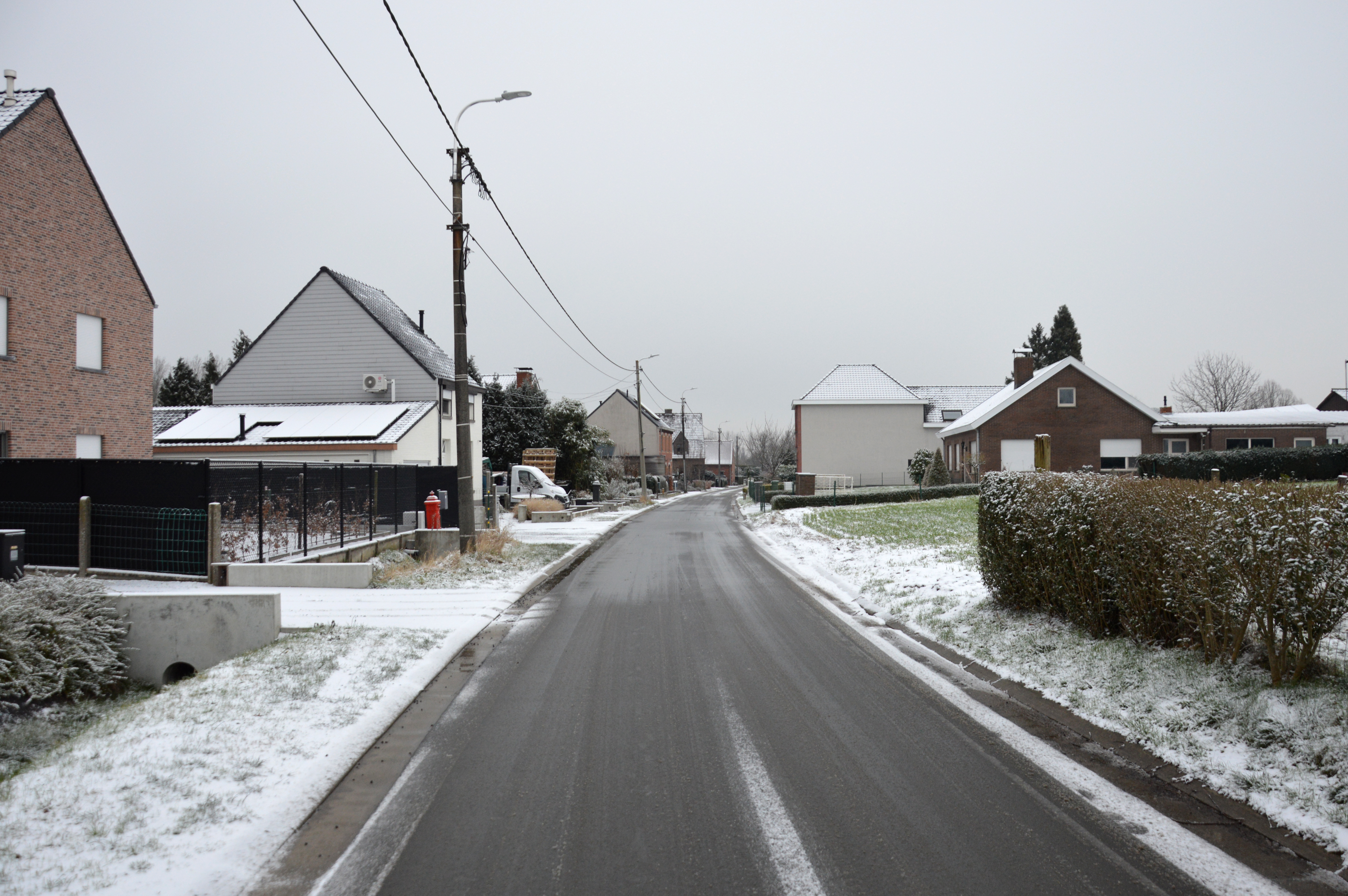
Jabekestraat

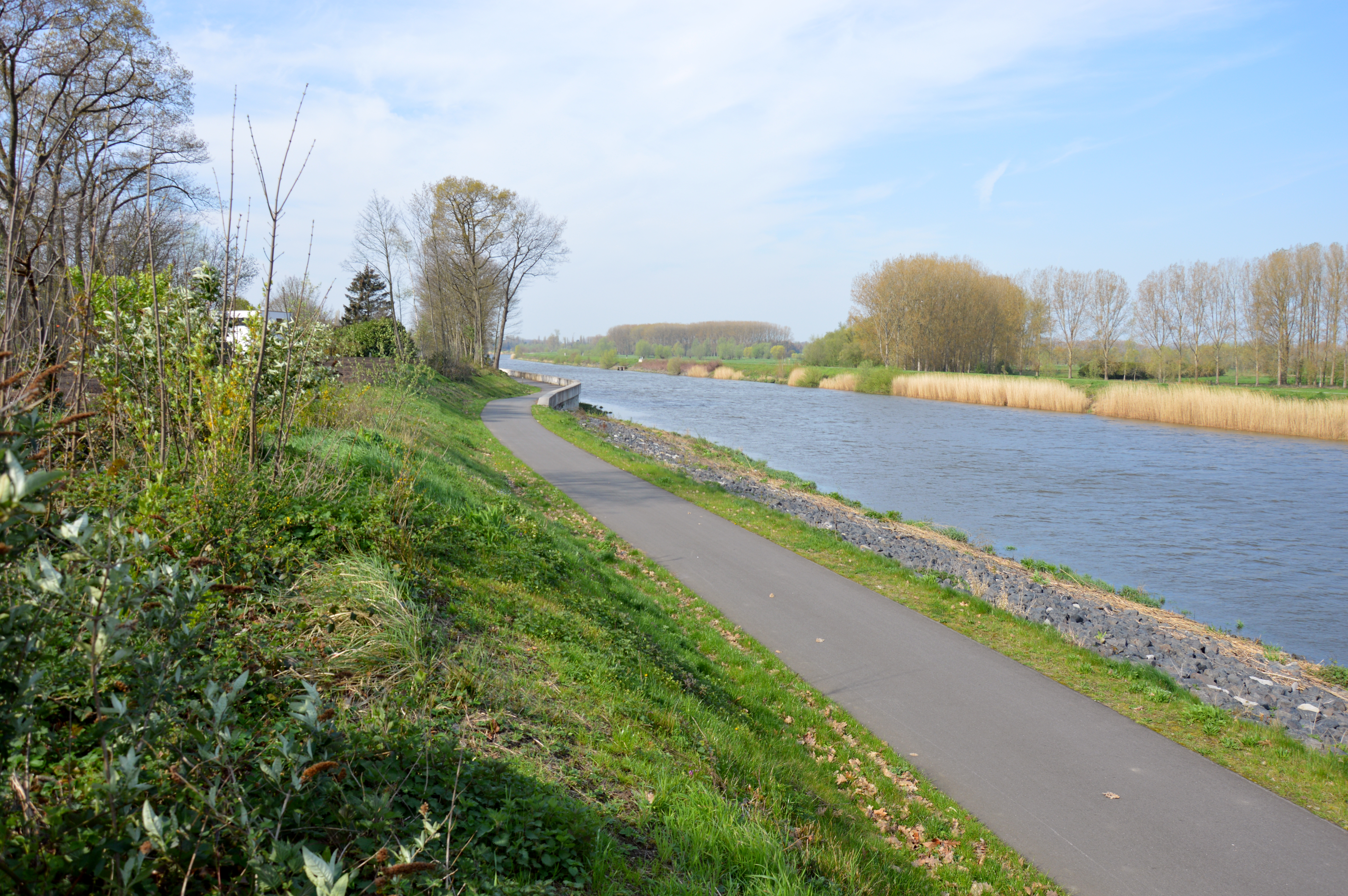
Het in 2016 geopende jaagpad langs de Schelde

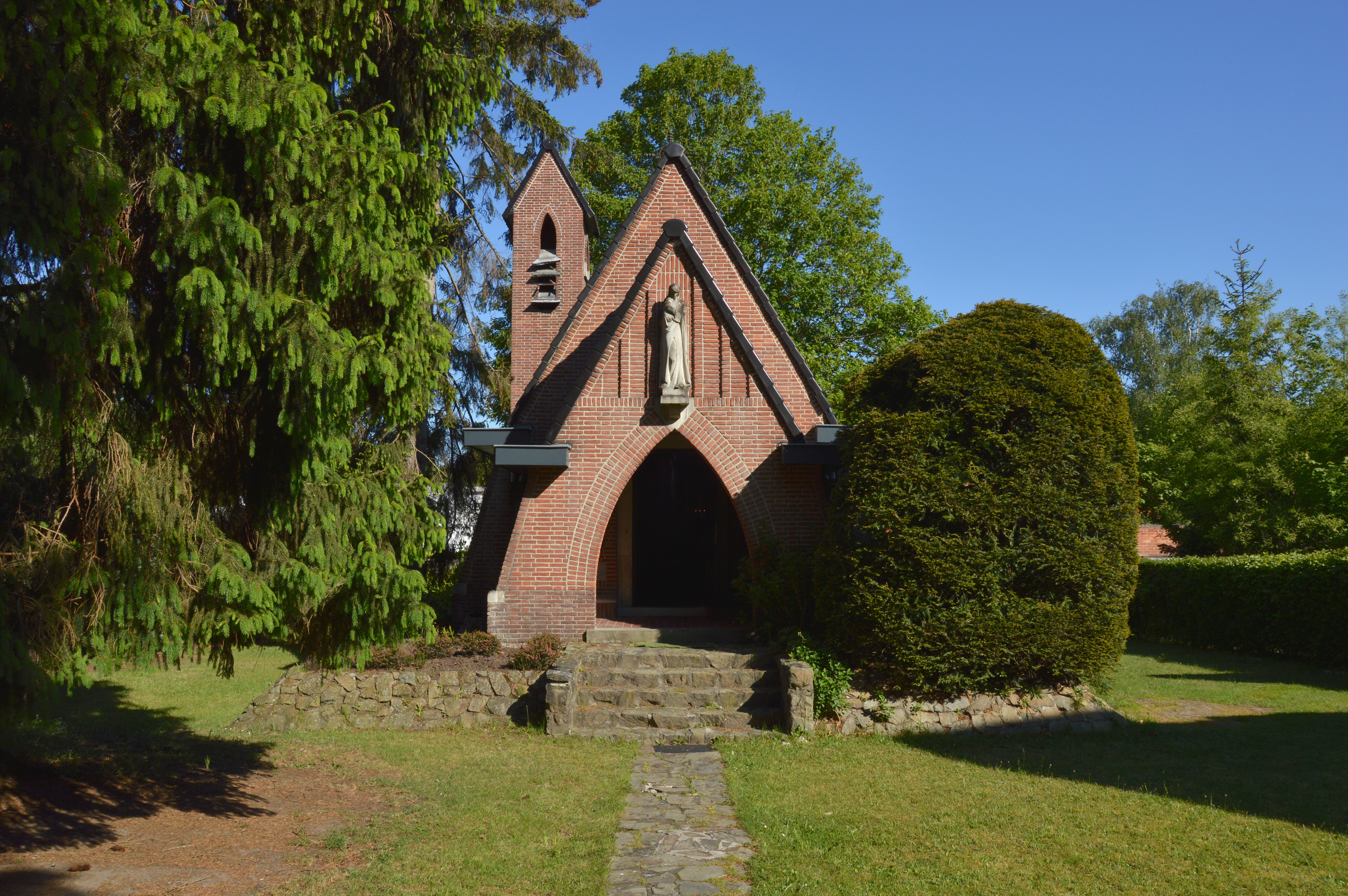
Kapel voor Maria, Hulp der Christenen, of Jabekekapel aan de Wegvoeringstraat

Jabeke is een landelijke wijk op de rechteroever van de Schelde in het oosten van de Belgische gemeente Wetteren. De Grotevijversbeek mondt er uit in de Schelde. 
De wijk was in de 18e en 19e eeuwen een gehucht tussen Wetteren en Schellebelle met verspreide bebouwing. Sindsdien is het door lintbebouwing langs de Dendermondsesteenweg/Wegvoeringstraat (N416), die Jabeke in het zuiden doorsnijdt, verbonden geraakt met de kernen van Wetteren en Schellebelle. De wijk loopt van de grens met Schellebelle in het oosten tot aan de voormalige terreinen van Royal Racing Club Wetteren in het westen, en van de Schelde in het noorden tot aan de Rijckerstraat in het zuiden; de Ertbrugstraat tussen Wetteren en Schellebelle wordt als een aparte wijk gezien. Ten zuidwesten van de wijk ligt het provinciaal domein Den Blakken.
In 2017 woonden in de gelijknamige statistische sector, die het merendeel van de wijk omvat, 546 mensen. In Jabeke zijn enkele boomkwekerijen gevestigd. De buurt heeft een wijkcomité en sinds 2011 een eigen reus, Jabbe.

## Geschiedenis
De ligging van de wegen en wegels in Jabeke is ongewijzigd sinds minstens midden 18e eeuw. Op de Villaretkaarten (1745–1748) staat het gehucht aangeduid als Tabke. De Ferrariskaarten (1771–1778) vermelden Labeke en iets verder oostwaarts Denhoordt. De Atlas der Buurtwegen (1841) duidt het geheel aan als Jabeek, met de vermelding hameau (gehucht), terwijl de Vandermaelenkaarten (1846–1854) en Poppkaarten (1842–1879) de spelwijze Jabbeke hanteren.
Tussen 1882 en 1886 werd de Schelde tussen Wetteren, Schellebelle en Kalken rechtgetrokken. De meander van ruim 4 kilometer in het hart van wat nu het natuurgebied Kalkense Meersen is, werd 3 kilometer ingekort. Door de "doorsteek" verloren Schellebelse en Jabeekse boeren toegang tot hun land in de meander. De uitgegraven grond werd op Wetters grondgebied gestort, in een lange strook langs de rivier in het noordoosten van Jabeke. In 1895 werd tussen Jabeke en Kalken een voetgangersveer ingericht, dat sindsdien is verdwenen.
In de jaren 2010 werden de Jabekestraat, Rijckerstraat en Veldwegel aangesloten op het rioleringsnet. In 2016 opende een verhard jaagpad langs de Schelde, waardoor er sinds op beide oevers een veilige wandel- en fietsverbinding bestaat tussen Wetteren en Schellebelle.